# اندیس آنومالی کراه ۲
آنومالی کراه ۲ یک اندیس فلزی است که در حوالی شهر سبزواران استان کرمان قرار دارد و مادهٔ معدنی موجود در آن، طلا است.سنگ میزبان این اندیس گرانیت آمفیبول‌دار است  